# Серрано Элиас, Хорхе Антонио
Хорхе Антонио Серрано Элиас (исп. Jorge Antonio Serrano Elías; род. 26 апреля 1945 года) — гватемальский политик, президент страны с 14 января 1991 по 31 мая 1993 года.

## Биография
Родился 26 апреля 1945 года в городе Гватемала в семье Хорхе Адана Серрано и Розы Элиас. По окончании бакалавриата в Лицее города Гватемалы он продолжил образование на инженерном факультете Университета Сан-Карлоса, затем обучался в Стенфордском Университете (Калифорния, США). По завершении обучения вернулся в Гватемалу, где работал госслужащим. В 1976 году, в сотрудничестве с благотворительными организациями Протестантской церкви США, Хорхе Серрано участвовал в устранении последствий разрушительного землетрясения, обрушившегося на Гватемалу. Позже он публикует доклад, раскрывающий бедственные условия, в которых проживают коренные народы Америки. После публикации доклада начал получать угрозы в свой адрес и уехал в изгнание из Гватемалы в США, вернувшись на родину лишь в 1982 году, чтобы работать в правительстве Эфраина Риоса Монтт в качестве вице-президента Консультативного совета при правительстве.
В 1985 году стал кандидатом в президенты от «Демократической партии национального сотрудничества» (исп. Partido Democrático de Cooperación Nacional — PDCN) и «Партии революционеров» (исп. Partido Revolucionario — PR). По результатам выборов занял третье место с 12,6 % голосов. В сентябре 1987 года в качестве представителя политических партий стал одним из четырёх членов Национальной комиссии по примирению (CNR).

## Президент
Стал кандидатом в президенты от партии Движение солидарности (MAS) на президентских выборах 1990 года. Проиграл первый раунд 11 ноября с 24,1 % голосов и выиграл второй раунд против Хорхе Карпио 6 января 1991 года с 68,1 % голосов. В своей предвыборной кампании Карпио безуспешно пытался использовать фундаменталистские убеждения Хорхе Серрано.
14 января сменил Марко Сересо Аревало на посту президента Гватемалы. Он стал вторым президентом-протестантом после Риоса Монтта, получившем власть в Латинской Америке. Передача власти стала первым за предшествующие десятилетия мирным переходом полномочий к избранному представителю оппозиции. Поскольку его партия получила только 18 из 116 мест в Конгрессе, Серрано вступил в теневой союз с христианскими демократами и Национальным союзом Центра Карпио (UCN).
30 апреля 1991 года остался жив при обстреле его вертолёта с земли в департаменте Петен.
25 мая 1993 года был запущен т. н. «Серранасо», попытка конституционного переворота, когда Х. Серрано приостановил действие конституции, распустил Конгресс и Верховный суд, ввёл цензуру и приостановил гражданские права. Эти действия были аналогичны совершённым Альберто Фухимори в Перу, но в отличие от перуанских, вызвали широкие протесты как населения, так и международного сообщества. Со своей стороны, армия предпочла не поддерживать Серрано, которому в связи с этим пришлось уйти в отставку 1 июня 1993 года. Власть перешла сначала к вице-президенту Густаво Эспина Салгеро, а через несколько дней к Рамиро Леону Карпио.
После отстранения от власти поселился в Панаме, которая несколько раз отказывалась его выдать и занимается инвестициями в недвижимость.